# Ескадрені міноносці типу C та D
Не варто плутати з ескадреними міноносцями типу «C» 1913 року та типу «C» 1943 року
Ескадрені міноносці типу C та D (англ. C and D-class destroyer) — клас військових кораблів з 14 ескадрених міноносців, що випускалися британськими суднобудівельними компаніями з 1930 по 1933 роки. Ескадрені міноносці цього типу входили до складу Королівських військово-морських флотів Великої Британії та Канади та взяли участь у боях Другої світової війни.

## Ескадрені міноносці типу C та D

### Ескадрені міноносці типу «C»
| Корабель      | Номер вимпелу | Виготовлювач                         | Закладено       | Спущено         | У строю        | Статус |
| ------------- | ------------- | ------------------------------------ | --------------- | --------------- | -------------- | --- |
| «Кемпенфельт» | D18           | J. Samuel White, Коуз                | 18 жовтня 1930  | 29 жовтня 1931  | 30 травня 1932 | У 1939 переданий до КВМФ Канади (перейменований на «Ассінібойн»). 10 листопада 1945 під час буксирування на розбирання сів на мілину біля острова Принца Едварда; розібраний у 1952 |
| «Комет»       | H00           | HMNB Portsmouth, Портсмут            | 12 вересня 1930 | 30 вересня 1931 | 2 червня 1932  | У 1938 переданий до КВМФ Канади (перейменований на «Рестігуш»); в 1946 виключений зі складу флоту, розібраний на брухт                                                              |
| «Крусейдер»   | H60           | HMNB Portsmouth, Портсмут            | 12 вересня 1930 | 30 вересня 1931 | 2 травня 1932  | У 1938 переданий до КВМФ Канади (перейменований на «Оттава»); 14 вересня 1942 року загинув у результаті атаки німецького підводного човна U-91 біля узбережжя Канади                |
| «Сігнет»      | H83           | Vickers-Armstrongs, Барроу-ін-Фернес | 1 грудня 1930   | 29 вересня 1931 | 15 квітня 1932 | У 1937 переданий до КВМФ Канади (перейменований на «Сен-Лорен»); 1947 році проданий на брухт                                                                                        |
| «Кресент»     | H48           | Vickers-Armstrongs, Барроу-ін-Фернес | 1 грудня 1930   | 29 вересня 1931 | 1 квітня 1932  | У 1937 переданий до КВМФ Канади (перейменований на «Фрейзер»); 25 червня 1940 року загинув у результаті зіткнення з крейсером ППО «Калькутта» в естуарії Жиронди                    |

### Ескадрені міноносці типу «D»
| Корабель  | Номер вимпелу                     | Виготовлювач                                           | Закладено       | Спущено        | У строю           | Статус |
| --------- | --------------------------------- | ------------------------------------------------------ | --------------- | -------------- | ----------------- | --- |
| «Дункан»  | D99 (лідер ескадрених міноносців) | HMNB Portsmouth, Портсмут                              | 25 вересня 1931 | 7 липня 1932   | 31 березня 1933   | у вересні 1945 року проданий на брухт |
| «Дейнті»  | H53                               | Fairfield Shipbuilding and Engineering Company, Глазго | 20 квітня 1931  | 3 травня 1932  | 22 грудня 1932    | 24 лютого 1941 року потоплений в результаті повітряної атаки 13 Ju 88 III./Lehrgeschwader 1 в гавані Тобрука                                                                                   |
| «Даерінг» | H16                               | John I. Thornycroft & Company, Вулстон                 | 18 червня 1931  | 7 квітня 1932  | 25 листопада 1932 | 18 лютого 1940 року загинув у результаті атаки німецького підводного човна U-23 східніше Скапа-Флоу                                                                                            |
| «Дікой»   | H75                               | John I. Thornycroft & Company, Вулстон                 | 25 червня 1931  | 7 червня 1932  | 17 січня 1933     | У 1943 переданий до КВМФ Канади (перейменований на «Кутеней»); у 1946 проданий на брухт |
| «Дефенде» | H07                               | Vickers-Armstrongs, Барроу-ін-Фернес                   | 22 червня 1931  | 7 квітня 1932  | 31 жовтня 1932    | 11 липня 1941 року загинув від пошкоджень, завданих німецьким бомбардувальником поблизу Сіді-Баррані                                                                                           |
| «Ділайт»  | H38                               | Fairfield Shipbuilding and Engineering Company, Глазго | 22 квітня 1931  | 2 червня 1932  | 31 січня 1933     | у ніч з 29 на 30 липня 1940 року важко пошкоджений німецькою авіацією у Портленді, затонув в порту                                                                                             |
| «Даймонд» | H22                               | Vickers-Armstrongs, Барроу-ін-Фернес                   | 29 вересня 1931 | 8 квітня 1932  | 3 листопада 1932  | 27 квітня 1941 року загинув від пошкоджень, завданих німецьким бомбардувальником поблизу мису Малей (Греція)                                                                                   |
| «Дайена»  | H49                               | Palmers Shipbuilding and Iron Company, Геббурн         | 12 червня 1931  | 16 червня 1932 | 21 грудня 1932    | 1940 році переданий до Королівського ВМФ Канади (перейменований на «Марджері»); 22 жовтня 1940 року загинув у результаті зіткнення з торговельним судном MV «Порт Фейрі» в Атлантичному океані |
| «Дачис»   | H64                               | Palmers Shipbuilding and Iron Company, Геббурн         | 12 червня 1931  | 19 липня 1932  | 27 січня 1933     | 12 грудня 1939 року загинув у результаті зіткнення з лінкором «Барем» поблизу мису Малл-оф-Кінтайр біля узбережжя Шотландії                                                                    |